# Sleutelbeenademhaling
Volgens yogi André Van Lysebeth is sleutelbeenademhaling een ademhaling waarbij tijdens het ademen de sleutelbeenderen omhooggaan.

De term sleutelbeenademhaling is zeer ongebruikelijk en wordt binnen de reguliere ademhalingsfysiologie niet gebruikt, van Lysebeth doelt op het (ondersteunend) gebruik van hulpademhalingsspieren zoals de musculus sternocleidomastoideus.

De sleutelbeenademhaling zou vooral voorkomen bij nervositeit, depressie en angst, en dan vooral bij vrouwen.
Aangezien volgens van Lysebeth sleutelbeenademhaling vaker waargenomen wordt bij vrouwelijke zuigelingen - hoewel in zéér beperkte mate - schrijft hij er een instinctieve functie aan toe: voor vrouwen zou dit ten dienste staan tijdens de zwangerschap, omdat er het plaatsgebrek in de buik en daarmee het niet kunnen gebruiken van het middenrif mee gecompenseerd zou worden. Vooral op de dagen voordat een vrouw 'uitgerekend' is, zou de sleutelbeenademhaling vaak te zien zijn. 

Voor deze theorie heeft van Lysebeth geen deugdelijke onderbouwing. Hij heeft nooit systematisch deze observaties geobjectiveerd. Ook voor baby's van het mannelijk geslacht met een dergelijk ademhalingspatroon geeft hij geen functioneel verklarende reden. Iedere wetenschappelijke grond voor deze theorie ontbreekt.

## De wijze en het nut van het beoefenen van sleutelbeenademhaling
Bij het beoefenen wordt hoog geademd door de schouders en dus de sleutelbeenderen op te trekken. Om beter in deze ademhaling te kunnen oefenen, bindt yogi André Van Lysebeth een riem om de buik, zodat de flankademhaling wordt ontmoedigd. Of dat afbinden van de buik ook de middenrifbewegingen doet afnemen, is niet bekend, dat heeft van Lysebeth nooit uitgezocht.

## Commentaar vanuit de fysiologie
Inademing vindt plaats door het vergroten van het volume van de borstkasholte. De vergroting van de borstkasholte vindt plaats door afvlakking van het middenrif (buikademhaling) in combinatie met samentrekking van de tussenribspieren, waardoor de ribben naar boven en naar buiten worden getrokken (borstademhaling). Daarnaast kan door middel van onder meer de musculus sternocleidomastoideus het naar boven verplaatsen van de ribbenkast ondersteund worden. Dit noemt men wel de hulpademhaling. Deze hulpademhaling, hier sleutelbeenademhaling genoemd, staat nooit los van de borstademhaling, maar dient slechts als ondersteuning daarvan.
De ademhaling kan volledig onbewust geschieden, onder invloed van de hersenstam, maar ook bewust beïnvloed worden. Door deze bewuste beïnvloeding kan het accent verschuiven van middenrifafvlakking naar borstademhaling. Aangezien hersenstamfuncties niet trainbaar zijn, kan met ademhalingstraining de onbewuste ademhaling niet beïnvloed worden.